# Аланик, Матильда
Матильда Аланик (фр. Mathilde Alanic, криптоним Miranda, 10 ноября 1864, Анже — 20 октября 1948, Анже) — французская писательница, автор сентиментальных романов и рассказов. Её работы публиковались в Les Annales politiques et littéraires, L’Eventail, Le Magasin pittoresque, Musée des familles, Le National illustré, La Petite Illustration, Le Petit Journal, Le Petit Parisien, Revue de l’Anjou и других журналах. Аланик была лауреатом премии Монтиона, премии Жюля-Фавра, премии Собрие-Арно, а также получила звание кавалера ордена Почётного легиона.

## Ранние годы и образование
Матильда Аланик родилась 10 ноября 1864 года в Анже (департамент Мен и Луара, Франция). Её отец, Жюльен Луи Аланик, был бретонцем, предпринимателем и маляром из предместья Брессиньи в Анже. Её матерью была Матильда Луиза (Верден) Аланик.
Аланик посещала католическую школу-интернат, прежде чем стать ученицей Анри Бергсона в Высшей школе литературы в Анже. Она написала романтический испанский «роман» для развлечения своей семьи в возрасте девяти лет, переписывалась в стихах со своими друзьями в возрасте 11 лет, затем писала рассказы под псевдонимом «Миранда» в Revue de l’Anjou, L’Eventail и Parisian review, благодаря которым её заметили.

## Карьера

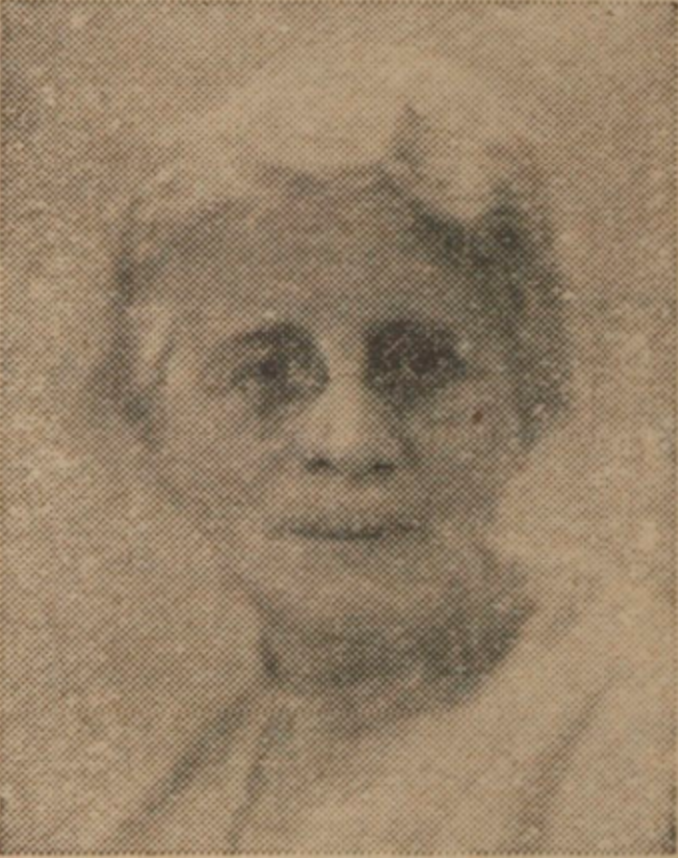
Фотография Анри Мануэля (1938)

Рождественская сказка «La soutane de l’abbé Constantin» вышла в 1897 году, за ней последовал «Norbert Dys». Её первый роман «Мэтр дю Мулен Блан» появился в журнале «La Petite Illustration» в 1898 году. Затем Матильда написала около тридцати в основном сентиментальных романов, но также много рассказов, таких как «Марьяник» в 1899 году.
Она опубликовала «Мэтра дю Мулен Блан» в 1901 году. В том же году она начала свою серию о Николь «Моя кузина Николь», которая длилась до 1939 года. Она рассказывала о жизни молодой девушки, описывая её замужество (1920 г.), материнство (1921 г.) и то, как она стала бабушкой (1929 г.). В 1904 году Аланик стала членом Общества литераторов Франции (SGDLF). Между 1906 и 1923 годами она сотрудничала с Анри Готье над тремя романами.
Помимо Бергсона, она получила поддержку и вдохновение от Андре Беллессора, Рене Буалев, Адольфа Бриссона, Альберика Кауэ, Франсуа Коппе, Камиля Фламмариона, Эрнеста Фламмариона, Жоржа Леконта и Альбера Сореля. Её работы ценились за пределами Франции, особенно в Бельгии и Швейцарии. Её произведения преподносились как «классическое чтение» в школах Англии и Германии.

## Награды и почести
В 1903 году она получила премию Монтиона от Французской академии за свою работу «Моя кузина Николь», а в 1929 году — за «Le mariage de Hoche». В 1913 году Матильда получила премию Жюля-Фавра Французской академии за свою работу «Маленькая крошка». В 1920 году она получила премию Собрие-Арну, также присуждённую Французской академией за «Отражающиеся розы». 3 февраля 1929 года она была произведена в кавалеры ордена Почётного легиона по рекомендации министра народного просвещения и изящных искусств за свою 35-летнюю литературную карьеру.

## Смерть и память
Матильда Аланик умерла 20 октября 1948 года (в возрасте 84 лет) в городе своего рождения.
В её честь названы улицы в Анже и Сен-Сильвен-д’Анжу.

## Избранные труды
- Norbert Dys, 1899
- Le Maître du Moulin-Blanc, 1902
- Ma cousine Nicole, 1902
- Mie Jacqueline, 1903
- Les Espérances, 1906
- Le devoir d’un fils, 1906
- La Gloire de Fonteclaire, 1907
- La romance de Joconde, 1908
- Aime et tu renaîtras, 1908
- La fille de la sirène, 1909
- Les Espérances, Collection Stella, no. 4
- L’oiseau couleur du temps
- Francine chez les gens de rien
- Monette, Collection Stella, no. 56
- La Petite Miette, 1911
- La Petite Guignolette
- Et L’amour dispose, 1911
- Le soleil couchant, 1913
- Les roses refleurissent, Plon 1919
- Nicole mariée, 1920
- Nicole Maman, 1921
- Aimes et tu renaitras, 1921
- Le Sachet de lavande, 1924
- L’aube du cœur, 1925
- Le Mariage de Hoche, 1928
- Les Loups Sur La Lande, 1928
- Anne et le Bonheur, 1930
- Étoiles dans la nuit, 1932
- Les Danaïdes, 1934
- Les remous du passés,1935
- Féli, 1936
- Nicole et les temps nouveaux, 1939
- Le fuseau d’or, 1941
- La Cinquième Jeunesse de Mme Ermance, 1944